# 岡田定三
岡田 定三（おかだ ていぞう、1936年 - 2011年1月28日）は、マクロビオティック普及団体である正食協会の最高顧問。京都市出身。

## 概要
同志社大学商学部卒業。
実父の岡田周三（正食協会初代会長）は、マクロビオティック創始者であり食養研究家・思想家の桜沢如一の熱心な門下生の一人であったが、定三も16歳の時に初めて桜沢に出会って以来、MI塾と名づけられた私塾に通ううちに桜沢の人間性や思想に共感し、師父と仰ぐようになった。
当時、桜沢に「嫌いなものを好きになるにはどうしたらいいか」という問題を与えられ、「嫌いなものは嫌いでいいので、好きになる必要はないでしょう」と答えると一喝された。のちに定三はこのやりとりを振り返り、「マクロビオティックの一物全体という考えはこの世に不要なものなどない、ということ『オールOK』とよく言われていた桜沢先生は、すべてを受け入れるという重要な問題を問われたと思う」と話している。
- 1969年、会社勤めを経て33歳の時に自然食品製造販売を行うムソー食品株式会社（現ムソー株式会社）を大阪市天王寺区に創業、代表取締役に就く。
- 1988年、ムソー株式会社を退任。正食協会の専務理事に就任。
- 1997年、正食協会会長に就任。マクロビオティック思想研究の傍ら、地方を含む各種セミナーや講演会の開催、正食協会会員向けの月刊誌「むすび」（前身は「健康と平和」「正食」「コンパ21」）をはじめとした関連出版物の発行、妻の岡田昭子が校長を務める正食クッキングスクールの運営、食品を中心とした関連商品の販売など、多方面にわたりマクロビオティックの啓発や玄米正食の普及に尽力した。旺盛な講義・講演・執筆活動を展開し、正食クッキングスクールの運営では大阪本校のほか西日本を中心とした地方教室やネットワーク教室の拡充にも力を注いだ。

2010年9月、正食協会会長を退任し、最高顧問となる。
2011年1月28日、76歳で永眠。

## 著書
- 『正食生活術』正食出版、2010年
- 『【新編集版】無双原理・易』（桜沢如一著、岡田定三編集・解説）サンマーク出版、2004年